# Biton brunnipes
Biton brunnipes är en spindeldjursart som beskrevs av Pocock 1896. Biton brunnipes ingår i släktet Biton och familjen Daesiidae. Inga underarter finns listade.